# Сванетски хребет
Сванетският хребет (на грузински: სვანეთის ქედი; на руски: Сванетский хребет) е планински хребет в Голям Кавказ, простиращ се от запад на изток на протежение от 85 km в северната част на Грузия. На север е ограничен от дълбоката долина на река Ингури, вливаща се в Черно море, а на запад – от левия ѝ приток Кослети. На юг се ограничава от долините на река Цхенисцкали (десен приток на Риони) и от десния ѝ приток Хеледула. На югозапад прохода Хелерди (2656 m) го отделя от Егриския хребет, а на североизток прохода Загар (2623 m) – от Главния (Водоразделен) хребет на Голям Кавказ. Максимална височина връх Лайла-Лехели 4008 m, (42°55′16″ с. ш. 42°33′22″ и. д. / 42.921111° с. ш. 42.556111° и. д.), издигащ се в централната му част. Изграден е от глинести шисти и отчасти кварцити. На север текат малки, къси и бурни реки леви притоци на Ингури, а на юг – малки и къси десни притоци на Цхенисцкали. Склоновете му са покрити с гъсти букови и тъмни иглолистни гори, нагоре следват субалпийски и алпийски пасища, а по най-високите части има малки ледници. В северното подножие на хребета, в долината на река Ингури е разположено селището от градски тип Местиа, център на историческата област Горна Сванетия, а в южното му подножие, в долината на река Цхенисцкали – селището от градски тип Лентехи, център на историческата област Долна Сванетия.

## Топографска карта
- К-38-VII М 1:200000[2]